# Hossein Dehlavi

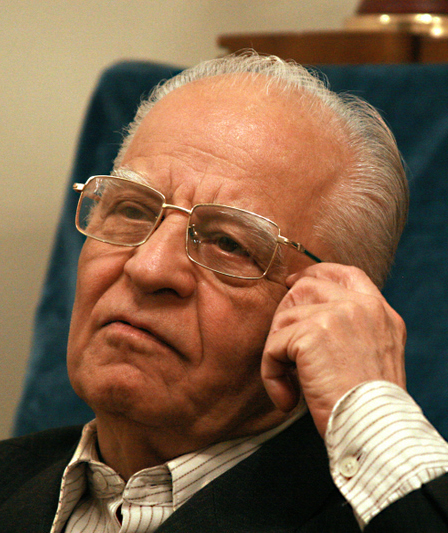
Hossein Dehlavi

Hossein Dehlavi (persisch حسين دهلوى, DMG Ḥosein-e Dehlawī; geboren 30. September 1927 in Teheran, gestorben 15. Oktober 2019 ebenda) war ein iranischer Musiker, Komponist und Dirigent.

## Leben
Hossein Dehlavi wurde 1927 in Teheran geboren. Ab dem sechsten Lebensjahr bekam er Musikunterricht von seinem Vater Mo‘ezz ad-Dīn Dehlavi (persisch معزالدين دهلوى, DMG Mo‘ezz ad-Dīn-e Dehlawī), der selbst Schüler von Ali Akbar Schahnāzī (persisch على اكبر شهنازى, DMG ‘Alī Akbar-e Šahnāzī) war. Im Alter von neun Jahren begann er, Violine zu erlernen. Sein erster Lehrer wurde dann der bedeutende Musiker und Musikgelehrte Abolhassan Saba (persisch ابوالحسن صبا, DMG Abo’l-Ḥasan-e Ṣabā, 1902–1957). Des Weiteren nahm er an der Musikhochschule Teheran Kompositionsunterricht bei Hossein Nassehi (persisch حسين ناصحى, DMG Ḥosein-e Nāṣeḥī) und Heimu Teuber sowie Privatunterricht bei Thomas Christian David. Die Ballettstücke Bīžan und Manīžeh (persisch بيژن و منيژه, DMG Bīžan-o Manīže, nach einer Liebesgeschichte aus dem iranischen Nationalepos Schāhnāme des Firdausi) und Sabok-Bāl (persisch سبكبال, ‚Leicht wie ein Flügel‘) zählen zu seinen berühmtesten Werken. Um 1966 heiratete er die Musikstudentin Susan Aslani.
Bei der 19. Wahl zum Buch des Jahres 2000 gewann sein Werk Die Verknüpfung von Gedicht und gesungener Musik (persisch پيوند شعر و موسيقى آوازى, DMG Peywand-e še‘r wa mūsīqī-ye āwāzī) den 1. Preis. Beim 3. Symposium über Unvergessliche Persönlichkeiten (persisch چهره هاى ماندگار, DMG čehre-hā-ye māndegār, ‚Gesichter, die [in Erinnerung] bleiben‘) im Jahr 2003 wurde er zur „Unvergesslichen Persönlichkeit“ erhoben.
Die letzte offizielle Darbietung von Werken Hossein Dehlavis fand in der Teheraner Vahdat-Halle zur Eröffnung der Fadschr-Musikfestspiele im Jahr 2018 mit der Erstaufführung seines Werkes Tschahārgāh für Klavier und Orchester (persisch چهارگاه براى پيانو و اركستر, DMG čahārgāh barāye piyānō wa orkestr) statt. Dabei wurde Puyan Azadeh am Klavier vom Iranischen Nationalorchester unter der Leitung von Fereidun Shahbazian begleitet.

### Berufliches Wirken vor 1979
Im Jahr 1960 schloss Dehlavi sein Kompositionsstudium an der Musikhochschule Teheran ab. Nach dem Tod des für die iranische Musik bedeutenden Musikgelehrten und Lehrmeisters Abolhassan Saba im Jahr 1957 wurde ihm die Leitung des Orchesters Nr. 1 (persisch اركستر شماره يك, DMG orkestr-e šomāre-ye yek) der Abteilung für Schöne Künste übertragen. Der Name des Orchesters wurde später in Orchester Ṣabā (persisch اركستر صبا, DMG orkestr-e ṣabā) umbenannt und verzeichnete seit der Gründung des iranischen Fernsehens 1959 dort wöchentliche Auftritte.
Hossein Dehlavi wurde 1963 zum Präsidenten der Nationalen Musikhochschule gewählt und übte diese Funktion bis 1971 aus. Während dieser Zeit gab er dort auch Unterricht in den Fächern Iranische Musiktheorie, Musik und Poesie, Form der iranischen Musik sowie Harmonie- und Orchesterlehre. Noch im Jahr 1971 reiste er für zwei Jahre zu Studienzwecken nach Deutschland und Österreich.

### Berufliches Wirken nach 1979
Ab 1978 begann er mit der Komposition an der Oper Mānā und Mānī (persisch مانا و مانى, DMG Mānā wa Mānī) anlässlich des Weltkindertages 1979. Die Arbeit daran dauerte zwei Jahre, doch ergaben sich nach der Revolution (Februar 1979) Schwierigkeiten bei der Aufführung, da Sängerinnen seither nicht mehr im öffentlichen Raum auftreten dürfen. Es ging dabei vor allem um die Szene, dass ein Dieb die Mütze eines kleinen Mädchens stahl und dieses Mädchen daraufhin in den Wald ging und zu singen begann. Es gab nur eine Instrumentalaufführung am 3. Juni 2000, die von seinem Schüler Ali Rahbari mit dem Philharmonischen Orchester der Slowakei in Bratislava unter dessen Leitung organisiert und auch aufgezeichnet wurde.

### Musikalische Innovationen
Hossein Dehlavi erwarb sich große Verdienste um die Erneuerung der iranischen Musik. Hierzu zählt neben seiner Orchesterarbeit die 1969 überarbeitete Veröffentlichung seiner Anleitung zum Tombak-Spiel, die in Zusammenarbeit mit dem Tombak-Meister Hossein Tehrani (persisch حسين تهرانى, DMG Ḥoseyn-e Tehrānī), dem Tār-Meister Huschang Sarif (persisch هوشنگ ظريف, DMG Hūšang-e Ẓarīf) und weiteren Musikgelehrten zustande kam, um diesem Instrument seine für die iranische Musik angemessene Position zukommen zu lassen. Ebenso beschäftigte er sich mit der chromatischen Saitenstimmung der traditionell diatonisch gestimmten Santur für ihre Verwendung in größeren Orchestern.
Um 1993 fand der Erstauftritt des von ihm begründeten Orchesters für Zupf- und Schlaginstrumente (persisch اركستر مضرابى, DMG orkestr-e meżrābī) statt.

### Filmmusik
Ein weiteres Betätigungsfeld Hossein Dehlavis war Filmmusik. Dies galt vor allem für Dokumentarfilme, wo er als musikalischer Ratgeber für die Auswahl der Musikstücke zuständig war und im Vorspann unter dem Pseudonym „Farībā“ (persisch فريبا, ‚der Bezaubernde‘) aufgeführt wurde. Außerdem schrieb er die Musiken für mehrere Dokumentarfilme von Ebrahim Golestan, wie Ein Feuer (Ausblicke) (persisch يك آتش (چشم اندازها), DMG Yek ātaš (čašm-andāz-hā)), Welle, Koralle und Fels (persisch موج و مرجان و خارا, DMG Mauǧ-o marǧān-o ḫārā), Juwelenschätze (persisch گنجينه هاى گوهر, DMG Ganǧīne-hā-ye gauhar), sowie für Siebzehn Tage zur Hinrichtung (persisch هفده روز به اعدام, DMG Hefdah rūz be-e‘dām) von Huschang Kāwusi.

## Tod
Hossein Dehlavi verstarb am 15. Oktober 2019 nach jahrelanger Krankheit im Dr.-Shariati-Krankenhaus zu Teheran. Die Trauerfeier fand am 20. Oktober im Beisein vieler Künstler und Kunstliebhaber in der Teheraner Vahdat-Halle statt; anschließend wurde er auf dem Friedhof Behescht-e Zahra im für Kunstschaffende reservierten Bereich beigesetzt.